# Bus-la-Mésière
Bus-la-Mésière (picardisch: Bu-l’Mésière) ist eine nordfranzösische Gemeinde mit 142 Einwohnern (Stand 1. Januar 2022) im Département Somme in der Region Hauts-de-France. Die Gemeinde liegt im Arrondissement Montdidier und gehört zum Kanton Roye.

## Geographie
Die großenteils bewaldete Gemeinde liegt in der Landschaft Santerre rund 12 km östlich von Montdidier südlich der Départementsstraße D930 und westlich der Départementsstraße D1017 (frühere Route nationale 17), die beide das Gemeindegebiet nicht berühren, an der Grenze des Départements Somme zum Département Oise. Der Schlosspark von Tilloloy erstreckt sich bis nach Bus.

## Einwohner
| 1962 | 1968 | 1975 | 1982 | 1990 | 1999 | 2006 | 2010 |
| ---- | ---- | ---- | ---- | ---- | ---- | ---- | ---- |
| 106  | 109  | 94   | 104  | 102  | 120  | 132  | 145  |

## Verwaltung
Bürgermeister (maire) ist seit 2008 Jean-Marie Crespel.	